# Balish Glacier
Balish Glacier är en glaciär i Antarktis. Den ligger i Västantarktis. Chile gör anspråk på området. Balish Glacier ligger 1 169 meter över havet.
Terrängen runt Balish Glacier är huvudsakligen kuperad, men den allra närmaste omgivningen är platt. Terrängen runt Balish Glacier sluttar norrut. Trakten är obefolkad. Det finns inga samhällen i närheten. 